# روبرت غود
روبرت غود (Robert A. Good) طبيب وباحث علمي أمريكي، ولد في 21 مايو 1922 وتوفي في 13 يونيو 2003.